# 真情流露 (張學友專輯)
《真情流露》是香港歌手張學友推出的第十一張粵語專輯，唱片監製為歐丁玉，由寶麗金唱片公司製作並於1992年5月13日發行，為當年香港流行樂壇的極佳作品之一。專輯推出後在唱片市場中反應熱烈，僅在香港銷售量即已超過八白金（40萬張），為奠定張學友在90年代樂壇歌神地位的重要專輯之一。先行曲《相思風雨中》（與湯寶如合唱）及專輯前四主打歌曲《愛得比你深》、《暗戀你》、《分手總要在雨天》、《明日世界終結時》，皆成為大熱金曲，而隨後的派台歌曲《偷閒加油站》、《真情流露》、《Honey B》與《歲月流情》皆也受到注目，前述九首歌曲在當年香港三台榜單中皆有上榜，其中四首屬於冠軍歌曲，是一張名副其實的冠軍專輯。
憑藉該張專輯，張學友在當年獲得了相當多的樂壇大小獎項，其中除了香港當地的樂壇獎項以外，也在新加坡獲得最受歡迎歌手大獎，成為1992年度香港樂壇頒獎禮的最大贏家，並於此年正式獲封為香港樂壇「四大天王」之一。隨後該張專輯成為專業的音樂發燒唱片之一，也曾被各大音響店採用試音。

## 影響
在唱片公司特別安排下，張學友與多位中外樂手在香港同場灌錄，當中不乏已故亞洲鼓王Donald Ashley、前藍戰士結他手蘇德華及資深音樂人趙增熹，專輯的母帶先被運往奧地利混音製作後，再被運至日本印製唱片。《真情流露》對於癡迷於音樂唱片的愛好者而言是一張影響極大的流行音樂唱片，聽眾能輕易聽出唱片中的微小細節，且該張專輯中收錄多首金曲，製作的品質更非同一般流行音樂唱片，令人對流行音樂有耳目一新的感覺。張學友的獨特嗓音與專輯的優良製作使該張專輯在推出後的十年內被唱片公司多次翻錄，並且每次重新推出時皆能容易地被唱片市場認可，其中1992年首次推出的唱片版本更為音樂愛好者收藏的流行音樂精品專輯之一。
進入2010年代後，《真情流露》的黑膠唱片在香港市面價格被炒到1,500元港幣左右，成為香港當地1990年代最值得收藏的黑膠唱片之一。同時由於1990年代開始CD唱片逐漸取代黑膠唱片，《真情流露》推出時黑膠唱片數量僅有一千多張，至2020年代時該張專輯的黑膠唱片在香港市價被炒到15,000元港幣以上，是香港音樂市場極為昂貴的黑膠唱片之一。

## 曲目
| 曲序     | 曲目                         |          | 作曲                                                | 编曲           | 备注 | 时长  |
| -------- | ---------------------------- | -------- | --------------------------------------------------- | -------------- | --- | ----- |
| 1.       | 偷閒加油站 I（無伴奏清唱版） | 潘源良   | Freddie Perren Christine Yarian                     | 盧東尼         | 改編自美國組合Boyz II Men的《It's So Hard to Say Goodbye to Yesterday》                                                                      | 0:57  |
| 2.       | 愛得比你深                   | 簡寧     | 陸孔生                                              | 蘇德華         | 第一主打 改編自香港歌手成龍的《但願花常在》                                                                                                  | 4:54  |
| 3.       | 分手總要在雨天               | 陳少琪   | 片山圭司                                            | 盧東尼         | 第三主打 改編自日本歌手前田亘輝的《泣けない君へのラブソング》 電影《真的愛你》主題曲 國語版為《一路上有你》 同曲國語曲目：文章《痛也要繼續》 | 4:48  |
| 4.       | Honey B                      | 陳少琪   | 久保田利伸                                          | 趙增熹         | 第七主打 改編自日本歌手久保田利伸的《Honey B》                                                                                               | 4:51  |
| 5.       | 暗戀你                       | 劉卓輝   | 濱田省吾                                            | 趙增熹         | 第二主打 改編自日本歌手濱田省吾的《センチメンタル・クリスマス（Sentimental Christmas）》 電影《亞飛與亞基》主題曲 國語版為《戀愛的人都一樣》 | 4:36  |
| 6.       | 明日世界終結時               | 潘源良   | 周治平                                              | 趙增熹         | 第四主打 改編自臺灣歌手何如恵的《那一場風花雪月的事》，依據周治平演唱的版本改編 電影《真的愛你》插曲                                         | 4:38  |
| 7.       | 真情流露                     | 林振強   | 桑田佳祐                                            | Alex Dela Cruz | 第六主打 改編自日本組合南方之星的《旅姿六人衆》 國語版為《情到深處》 同曲國語曲目：范逸臣《Piano》                                           | 5:11  |
| 8.       | 歲月流情                     | 簡寧     | 槙原敬之                                            | 盧東尼         | 第八主打 改編自日本歌手槙原敬之的《僕は大丈夫》 同曲國語曲目：米志宏《愛會傷心》                                                             | 4:58  |
| 9.       | 紅葉舞秋山                   | 陳少琪   | 徐日勤                                              | 徐日勤         | 無綫電視劇《出位江湖》主題曲 | 4:13  |
| 10.      | 相思風雨中（湯寶如合唱）     | 簡寧     | 徐日勤                                              | 徐日勤         | 先行曲 無綫電視劇《出位江湖》插曲 | 4:15  |
| 11.      | 不要再問                     | 潘源良   | Bon Jovi Richard Sambora Desmond Child Diane Warren | Donald Ashley  | 改編自美國組合Bon Jovi的《Wild Is The Wind》                                                                                                 | 4:12  |
| 12.      | 偷閒加油站 II（完整版）      | 潘源良   | Freddie Perren Christine Yarian                     | 盧東尼         | 第五主打 改編自美國組合Boyz II Men的《It's So Hard to Say Goodbye to Yesterday》                                                             | 2:48  |
| 总时长： | 总时长：                     | 总时长： | 总时长：                                            | 总时长：       | 总时长： | 50:22 |

## 幕後團隊
以下是《真情流露》專輯的幕後團隊：
- 鍵琴及電子樂器：Alex Dela Cruz、Donald Ashley、丁志光、徐日勤、盧東尼、趙增熹
- 結他：鄧建明、蘇德華
- 低音結他：Rudy Balbuena、林志宏
- 和音：張學友、張偉文、曹潔敏、柳重言、黃祖輝、鄧建明、歐丁玉、陳碧清、譚錫禧、蘇德華
- 鼓：Nicanor D. Ledesma、陳偉強
- 色士風：Phil
- 二胡：霍世潔
- 弦樂：熊宏亮
- 經理人：陳自強
- 藝術總監：奚仲文
- 攝影：Sam Wong
- 監製、混音：歐丁玉

## 唱片版本
- 黑膠唱片
- CD版
- 盒帶版

## 音樂錄像
- 愛得比你深
- 暗戀你
- 分手總要在雨天
- 明日世界終結時
- 相思風雨中

## 獎項
- 1992年度十大勁歌金曲頒獎典禮

- 「十大勁歌金曲」：《分手總要在雨天》
- 「最受歡迎合唱歌曲獎」：《相思風雨中》
- 「最佳歌曲監製獎」：《真情流露》
- 「金曲金獎」：《分手總要在雨天》

- 1992年度十大中文金曲頒獎典禮

- 「十大中文金曲」：《暗戀你》
- 「全年銷量冠軍大獎」：《真情流露》

- 1992年度叱咤樂壇流行榜頒獎典禮

- 叱咤樂壇IFPI大碟大獎──《真情流露》

### 其他
- 1992年度新城勁爆家族音樂大賞

- 「勁爆大碟大賞」：《真情流露》
- 「勁爆最受歡迎卡拉OK歌曲」：《相思風雨中》
- 「勁爆IFPI國際歌曲大獎」：《暗戀你》